# Форум Августа
Форум Августа (лат. Forum Augusti) — второй из пяти императорских форумов Рима (125 м в длину и шириной 118 м).
Форум был построен по заказу императора Октавиана Августа. Самым важным сооружением форума стал храм, посвящённый Марсу Мстителю (лат. Mars Ultor); освящён во 2 г. н. э. Храм был построен из каррарского мрамора и по плану был похож на храм Venus Genetrix на форуме Юлия Цезаря; в центре находилась статуя Марса, окружённая статуями Венеры и обожествлённого Цезаря. Также там хранился меч Цезаря и знамёна побеждённых парфян.
Форум служил для восхваления императора, восстановившего старые традиции. С этой целью в полукруглых нишах (экседрах) были выставлены статуи Энея, несущего своего отца на плечах, и Ромула, по преданию сына Марса, а также статуи важных мужей республики (summi viri). На постаменте каждой статуи была отображена информация о жизни и деяниях этого человека (Elogium). В центре площади перед храмом находилась статуя Августа на колеснице.
На сегодняшний день сохранилась лишь часть форума Августа: несколько колонн храма и лестница; коллекция артефактов, а также часть полукруглой ниши (экседра) с Форума Августа находятся в Casa dei Cavalieri di Rodi (Дом рыцарей Родоса). При Муссолини переднюю часть форума перестроили в Виа деи Фори Империали; археологические исследования при этом не проводились.